# ガダルカナル (護衛空母)
ガダルカナル (USS Guadalcanal, ACV/CVE-60) は、アメリカ海軍の護衛空母。カサブランカ級航空母艦の6番艦。艦名はガダルカナル島の戦いに因む。

## 艦歴
「アストロレーブ・ベイ(Astrolabe Bay, AVG-60) 」として起工し、1942年8月20日にACV-60（補助空母）に艦種変更。1943年6月5日に合衆国海事委員会の契約下ワシントン州バンクーバーのカイザー造船所で「ガダルカナル」としてアルヴィン・I・マルストロム夫人によって進水した。1943年7月15日にCVE-60（護衛空母）へと艦種変更され、1943年9月25日にオレゴン州アストリアでダニエル・V・ギャラリー艦長の指揮下で就役した。

### 1944年
整調訓練後、「ガダルカナル」はサンディエゴ沖で飛行士の認証任務に従事。1943年11月15日に出航し、パナマ運河を経由してバージニア州ノーフォークに向かい、12月3日に到着した。同地で第22.3任務群と第21.12対潜任務群の旗艦となり、護衛駆逐艦と共に1944年1月5日に出航、北大西洋での対潜哨戒任務に向かった。1月16日、搭載機が浮上して給油中のUボート3隻を発見。これにロケット攻撃を行い、「U544」を撃沈した。カサブランカで補給後、任務群は修理のため帰還の途につき、2月16日にノーフォークに帰投した。
3月7日、「ガダルカナル」は護衛艦艇と共に出航し、何事もなくカサブランカに到着した。3月30日に船団と共にカサブランカを出航、帰国の途につく。4月8日、マデイラ諸島北西で哨戒中にドイツ潜水艦「U515」を発見し、任務群は攻撃のため接近した。「ガダルカナル」の搭載機および護衛駆逐艦「シャトレイン (USS Chatelain, DE-149) 」「フラハーティ (USS Flaherty, DE-135) 」「ピルスベリー (USS Pillsbury, DE-133) 」「ポープ (USS Pope, DE-134) 」は敵艦に対してロケットと爆雷による効果的な攻撃を夜通し行った。4月9日の午後、「U515」は潜航のコントロールが効かなくなり浮上を余儀なくされる。浮上と同時に「U515」はロケット弾及び砲撃を受けた。「ガダルカナル」からのF4F戦闘機はUボートに機銃掃射を加え、「U515」 艦長ヴェルナー・ヘンケ少佐は艦の放棄を命じた。
4月10日の夜、第22.3任務群は再びUボートを発見する。浮上した「U68」はアゾレス諸島南方300マイルの海上で月夜に照らされ、第22.3任務群はこれにロケット弾及び爆雷での攻撃を行い撃沈した。船団は4月26日無事ノーフォークに帰投した。
ノーフォークで修理を行った後、護衛駆逐艦「ジェンクス(USS Jenks, DE-665) 」を加えた第22.3任務群は5月15日にハンプトン・ローズを出撃した。初めの二週間は獲物が全く無く、任務群は給油を行うためアフリカ大陸西岸部に移動することとなった。

### 「U505」の捕獲

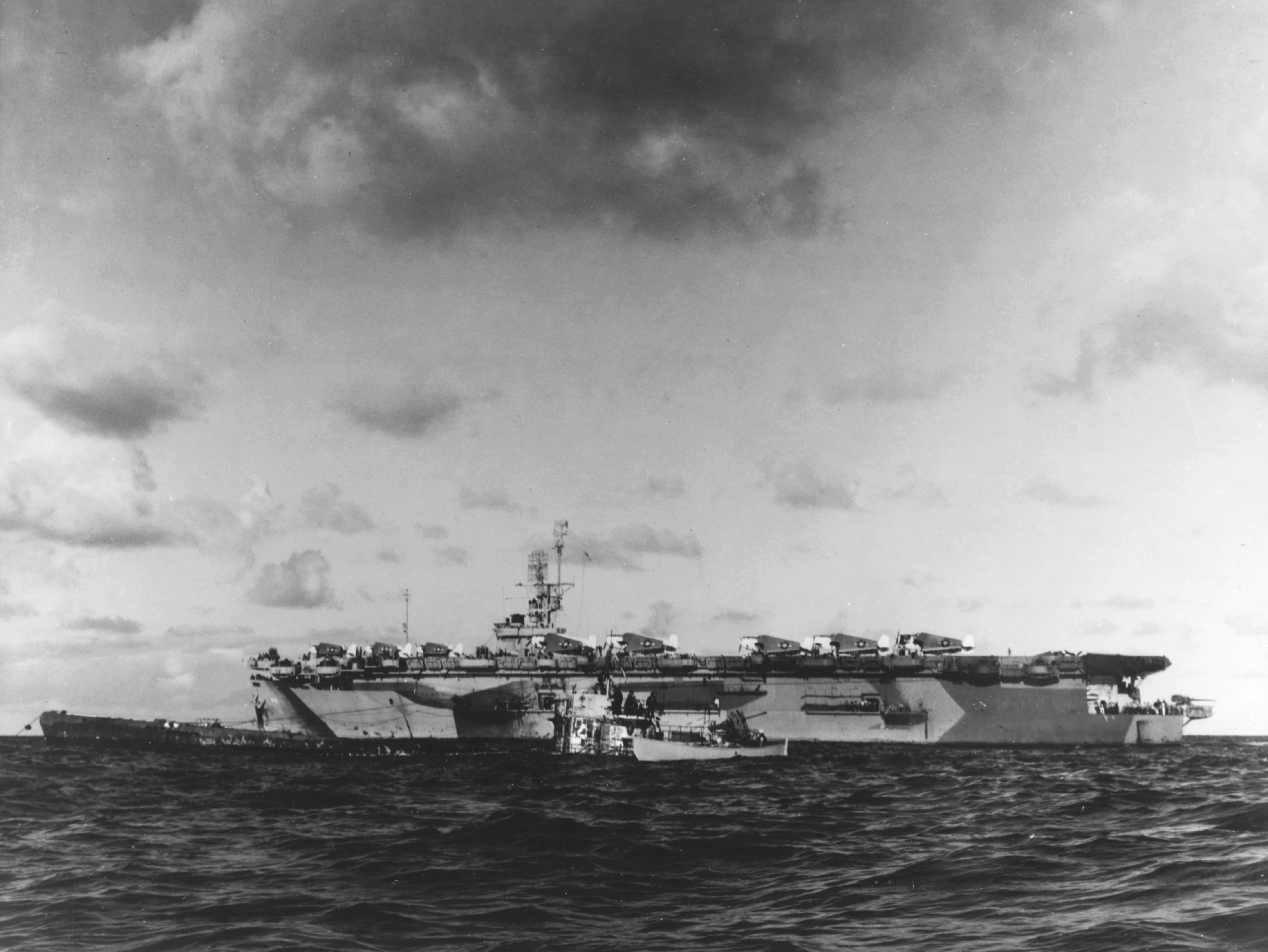
「ガダルカナル」と、捕獲された「U505」（手前）

6月4日、第22.3任務群はフランス領西アフリカ地域のブランコ岬から150マイル離れた洋上を航行していた。朝、「ガダルカナル」は定例の対潜哨戒機を発進させた。すると、1機のTBMが小さな目標を確認した。この目標は、ギニア湾での80日間の作戦を終えてブレストに帰投する途中の「U505」だった。アヴェンジャーからの報告を受けた第22.3任務群は、護衛駆逐艦を「ガダルカナル」の前方に出し、横陣で捜索を開始した。しばらくの後、「シャトレイン」が海中の目標を探知し、ヘッジホッグで攻撃を開始したが、これは上手くゆかなかった。「シャトレイン」は「ガダルカナル」の航空機を呼び寄せ、1機のF4Fは目印のための機銃掃射を行った。「シャトレイン」は二度目の攻撃に入り、爆雷を投下。これが有効打となり、「U505」は深深度に沈下していき、重油を流出させた。「U505」は敵艦隊の真ん中に入り込んだことを悟り、さらに爆雷攻撃で危機的状況に陥ったため、浮上して降伏し乗員の生命を助けた後、艦を自沈させる事とした。「シャトレイン」の至近に浮上した「U505」は、バルブを開いて乗員を退避させた後に放棄されたが、動力を止めておらず体当たり攻撃を画策していると疑われた。「シャトレイン」はこれに対して魚雷を1本発射したが、命中しなかった。
ギャラリー艦長が待ち望んでいた展開がやってきた。ギャラリー艦長は、かねてからこの事があるのを予期して、捕獲班を組織して訓練を行っていたのである。やがて、アルバート・デヴィッド中尉が指揮する捕獲班が乗った「ピルスベリー」が到着し、捕獲班は動き回る「U505」に飛び乗った。捕獲班は2つのグループに分かれ、デヴィッド中尉らのグループはバルブを閉める作業に入り、他のグループは重要書類を全てかき集めて確保した。「U505」は後部から沈みかかっていたものの、バルブが閉められた結果沈降は止まり、やがて司令塔には星条旗が翻った。洋上に漂う「U505」乗員を救助して捕虜とした後、第22.3任務群は「U505」を曳航する「ピルスベリー」を取り囲むようにしてバミューダに向かった。バミューダまでは2,500マイルもあったが、途中でタグボート「アブナキ(USS Abnaki, ATF-96) 」が合流して「U505」の曳航を引き継ぎ、第22.3任務群は6月19日にバミューダに帰投した。
「U505」は、1815年以来洋上でアメリカ海軍によって捕獲された艦船となった。第22.3任務群には殊勲部隊章が授けられた。「U505」の調査の結果、計り知れない価値があったと判断された。もっとも、ノルマンディー上陸作戦を2日後に控えたこの戦果は機密事項であり、第22.3任務群の乗員には緘口令が敷かれ、「U505」捕獲が公になったのは戦争が終わってからの事であった。「U505」は戦時国債購入御礼のキャンペーンに使用された後に解体の危機に瀕したが、1954年に保存が決まり、現在はシカゴ科学産業博物館で保存されている。

### その後
「ガダルカナル」は6月22日にノーフォークに到着し、短期間の停泊の後、7月15日から12月1日までに、西部大西洋での三度の対潜掃討作戦に参加した。12月1日からはバミューダとキューバの間の海域で、潜水艦「R-9(USS R-9, SS-86)」を使用した対潜掃討訓練に従事し、また12月15日から1945年2月13日まで、メイポートを拠点にキューバ近海で空母艦載機の資格訓練に参加。ノーフォークに一旦帰投後、3月15日にはメイポートに戻ってカリブ海での訓練航海を行った。その後はペンサコーラに転じ、同地において4,000名にパイロットの資格を与える事に貢献した。任務終了後、「ガダルカナル」はノーフォークに戻り、1946年7月15日に退役した。
「ガダルカナル」は大西洋予備役艦隊で保管中の1955年7月15日にCVU-60（雑役空母）に艦種変更され、1958年5月27日に除籍された。その後1959年4月30日にニューヨークのユゴー・ニュー社にスクラップとして売却された。
「ガダルカナル」は第二次世界大戦の戦功での3つの従軍星章と1個の殊勲部隊章を受章した。